# Maesa calophylla
Maesa calophylla är en viveväxtart som beskrevs av Pitard. Maesa calophylla ingår i släktet Maesa och familjen viveväxter. Inga underarter finns listade i Catalogue of Life.